# Rousettini
Rousettini – monotypowe plemię ssaków z podrodziny Epomophorinae w obrębie rodziny rudawkowatych (Pteropodidae).

## Rozmieszczenie geograficzne
Plemię obejmuje gatunki występujące w południowo-zachodniej, południowej, południowo-wschodniej Azji, Afryce, na Madagaskarze oraz Komorach.

## Morfologia
Długość ciała (bez ogona) 80–192 mm, długość ogona 6–31,6 mm, długość ucha 13,5–27 mm, długość tylnej stopy 13–38 mm, długość przedramienia 66–106 mm; masa ciała 31–171 g.

## Systematyka
Plemię wyodrębnił w 1912 roku szwedzki chiropterolog Knud Andersen w publikacji własnego autorstwa zatytułowanej Katalog Chiroptera w zbiorach Muzeum Historii Naturalnej w Londynie. Rodzaj Rousettus zdefiniował w 1821 roku angielski zoolog John Edward Gray w artykule zatytułowanym O naturalnym układzie zwierząt kręgowych, opublikowanym w czasopiśmie „The London Medical Repository”. Gatunkiem typowym jest (oznaczenie monotypowe) rudawiec nilowey (R. aegyptiacus).

### Etymologia
- Rousettus (Rousettas): fr. nazwa roussette dla rudawki, od rousset ‘czerwonawy’[16].
- Cercopteropus: gr. κερκος kerkos ‘ogon’; πτερον pteron ‘skrzydło’; πους pous, ποδος podos ‘stopa’[17]. Gatunek typowy: Burnett wymienił dwa gatunki – Pteropus egyptiacus É. Geoffroy Saint-Hilaire, 1810 i Pteropus amplexicaudatus É. Geoffroy Saint-Hilaire, 1810 – nie wskazując gatunku typowego; w ramach późniejszego oznaczenia w 1912 roku na typ nomenklatoryczny wyznaczono Pteropus aegyptiacus É. Geoffroy Saint-Hilaire, 1810[18].
- Xantharpyia: gr. ξανθος xanthos ‘żółty, złoto-żółty’; rodzaj Harpyia Illiger, 1811 (rurkonos)[19]. Gatunek typowy: Gray wymienił trzy gatunki – Pteropus egyptiacus É. Geoffroy Saint-Hilaire, 1810, Pteropus amplexicaudatus É. Geoffroy Saint-Hilaire, 1810 i Pteropus stramineus É. Geoffroy Saint-Hilaire, 1803 (= Vespertilio Vampyrus helvus Kerr, 1792) – nie wskazując gatunku typowego; Gatunkiem typowym jest (późniejsze oznaczenie)[18] É. Geoffroy Saint-Hilaire, 1810.
- Eleutherura: gr. ελευθερος eleutheros ‘wolny’; ουρα oura ‘ogon’[20]. Gatunek typowy (oznaczenie monotypowe): Pteropus hottentotus Temminck, 1823 (= Pteropus aegyptiacus É. Geoffroy Saint-Hilaire, 1810).
- Cynonycteris: gr. κυων kuōn, κυνος kunos ‘pies’; νυκτερις nukteris, νυκτεριδος nukteridos ‘nietoperz’[21]. Gatunek typowy (oznaczenie monotypowe): Pteropus leachii[d] A. Smith, 1829.
- Senonycteris: etymologia niejasna, Gray nie wyjaśnił znaczenie nazwy rodzajowej, być może anagram przedrostka neso; gr. νυκτερις nukteris, νυκτεριδος nukteridos ‘nietoperz’[22][23]. Gatunek typowy (oznaczenie monotypowe): Pteropus seminudus[e] Kelaart, 1850.

### Podział systematyczny
Do plemienia należy jeden rodzaj rudawiec (Rousettus) z siedmioma żyjącymi współcześnie gatunkami:
| Grafika | Gatunek                    | Autor i rok opisu                 | Nazwa zwyczajowa      | Podgatunki         | Rozmieszczenie geograficzne | Podstawowe wymiary                                           | Status IUCN |
| ------- | -------------------------- | --------------------------------- | --------------------- | ------------------ | --- | ------------------------------------------------------------ | ----------- |
|         | Rousettus amplexicaudatus  | (É. Geoffroy Saint-Hilaire, 1810) | rudawiec sundajski    | 3 podgatunki       | kontynentalna Azja Południowo-Wschodnia (na południe od środkowej Mjanmy i południowo-środkowej Chińskiej Republice Ludowej, Indonezja, Filipiny, Nowa Gwinea (włącznie z pobliskim wyspami) oraz Wyspy Salomona; zakres wysokości: 0–2200 m n.p.m.        | DC: 12,8–15,4 cm DO: 1,3–2,4 cm DP: 7–9,2 cm MC: 64–106 g    | LC          |
|         | Rousettus spinalatus       | Bergmans & J. Edwards Hill, 1980  | rudawiec nagogrzbiety | gatunek monotypowy | Sumatra (Indonezja) i północne Borneo (Malezja, Brunei i Indonezja); zakres wysokości: 0–300 m n.p.m. | DC: około 10,5 cm DO: 0,9–1,8 cm DP: 8,1–8,9 cm MC: 66–94 g  | VU          |
|         | Rousettus leschenaulti     | (A.G. Desmarest, 1820)            | rudawiec orientalny   | 3 podgatunki       | Pakistan, Indie, Sri Lanka na wschód do środkowej Chińskiej Republiki Ludowej (włącznie z Hajnanem), kontynentalna Azja Południowo-Wschodnia, Sumatra (włącznie z wyspą Simeulue), Jawa, Bali i Lombok                                                     | DC: 8–12,5 cm DO: 1,3–1,7 cm DP: 7,7–9,6 cm MC: 40–92 g      | NT          |
|         | Rousettus linduensis       | Maryanto & Yani, 2003             | rudawiec bagienny     | gatunek monotypowy | endemit Indonezji: środkowe Celebes (Park Narodowy Lore Lindu); zakres wysokości: 900–1200 m n.p.m. | DC: 10,8–11,5 cm DO: 2,6–3,2 cm DP: 7,6–7,7 cm MC: 80–99g    | DD          |
|         | Rousettus aegyptiacus      | (É. Geoffroy Saint-Hilaire, 1810) | rudawiec nilowy       | 6 podgatunków      | Azja Zachodnia (od południowej Turcji i Cypru na wschód do południowo-zachodniego Pakistanu) i Afryka (od Senegalu do zachodnio-środkowej Angoli, od Etiopii do Zambii, wyspa Bioko i Wyspy Świętego Tomasza i Książęca; zakres wysokości: 0–4000 m n.p.m. | DC: 13,8–19,2 cm DO: 0,7–2,5 cm DP: 8,2–10,6 cm MC: 81–171 g | LC          |
|         | Rousettus madagascariensis | G. Grandidier, 1928               | rudawiec malgaski     | gatunek monotypowy | endemit Madagaskaru: za wyjątkiem środkowej, wyżynnej części i suchego południowo-zachodniego obszaru; zakres wysokości: 0–1150 m n.p.m. | DC: 11,9–14,3 cm DO: 0,6–1,3 cm DP: 6,6–8cm MC: 31–81 g      | VU          |
|         | Rousettus obliviosus       | Kock, 1978                        | rudawiec komorski     | gatunek monotypowy | endemit Komorów: Wielki Komor, Mohéli i Anjouan; zakres wysokości: 0–1750 m n.p.m. | DC: 12,1–14,2 cm DO: 1,4–2,5 cm DP: 7–7,8 cm MC: 42–73 g     | VU          |

Kategorie IUCN:  LC  – gatunek najmniejszej troski,  NT  – gatunek bliski zagrożenia,  VU  – gatunek narażony,  DD  – gatunki o nieokreślonym stopniu zagrożenia.
Opisano również dwa gatunki wymarłe:
- Rousettus pattersoni Gunnell & Manthi, 2018 (Kenia; pliocen)
- Rousettus stekelesi Haas, 1952 (Izrael; plejstocen)